# Енервож
Енерво́ж (рос. Энервож, марій. Эҥервож) — присілок у складі Звениговського району Марій Ел, Росія. Входить до складу Красногорського міського поселення.

## Населення
Населення — 102 особи (2010; 106 у 2002).
Національний склад (станом на 2002 рік):
- марі — 100 %